# Les Étincelles sous la cendre

Les Étincelles sous la cendre (en tchèque : Jiskry z popele) est un cycle de quatre mélodies de la compositrice tchèque Vítězslava Kaprálová écrites en 1933.

## Contexte et création
Vítězslava Kaprálová compose Les Etincelles sous la cendre à l'automne 1933, qu'elle dédie à Ota Vach, son premier amour du conservatoire de Brno. Le cycle repose sur des poèmes de l'auteur Bohdan Jelínek.

## Structure
Le cycle se compose de quatre mélodies :
1. Ces vieilles chansons résonnent dans mon âme (en tchèque : Ty staré písnĕ v duši zní mi)
2. Comme dans la mousse joyeuse je posais ma tête (en tchèque : Jak ma hedvábný mech jsem hlavu kladl)
3. Reste encore avec moi, ma bien-aimée (en tchèque : Ó zůstan ještĕ, moje dívko drahá)
4. Des pensées nostalgiques tournent autour de ma tête (en tchèque : A táhnou myšlensky teskné okolo hlavy mi)

## Analyse

### Ces vieilles chansons résonnent dans mon âme
La première des mélodies a un aspect de barcarolle, notée andante amoroso. La tonalité est celle de fa dièse mineur, dont les tierces parallèles lui donnent des aspects impressionnistes.

### Comme dans la mousse joyeuse je posais ma tête
La deuxième mélodie n'a pas non plus de forme définie et commence par un lento déclamatoire dans la tonalité de la majeur.

### Reste encore avec moi, ma bien-aimée
Dans cette mélodie de forme lied assez libre, le piano a le rôle de fil conducteur, dans une atmosphère agitato. Les triolets de la première section reviennent après la partie centrale qui repose sur un rythme miroir (croche - noire - noire - croche) caractéristique du folklore moldave. Le postlude fait contrepoids à l'introduction. Nicolas Derny y voit « l'expression angoissée d'une possible séparation amoureuse », notamment par la répétition des mots « seul ton amour ».

### Des pensées nostalgiques tournent autour de ma tête
Cette mélodie préfigure Janvier dans l'aspect glacial et poignant. La déclamation, lugubre, frappe l'auditeur. La mélodie entière repose sur une pédale de ré conjuguée à une scansion pointée, accentuant la sensation d'immobilisme funèbre.